# Brandelska sockerbruket

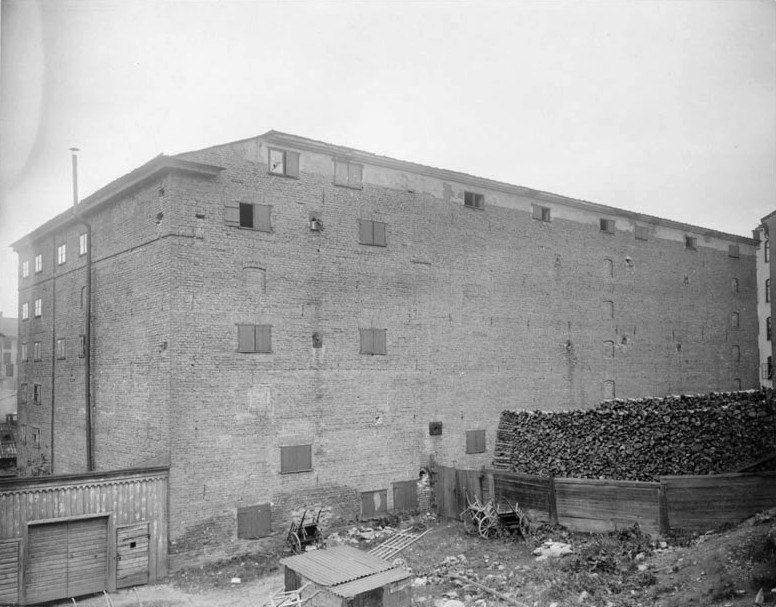
Brandelska sockerbrukets norra fasad, 1903

Brandelska sockerbruket var namnet på en byggnad i Tyskbagarbergen på nuvarande Östermalm i Stockholm. Byggnaden har förutom till sockertillverkning även använts som kolerasjukhus, utspisningslokal och förråd.
År 1763 biföll Byggningskollegium en ansökan från entreprenören Arvid Fredrik Egerström (1718-1784) om att få resa en fem våningar hög fabrik i orappat tegel på tomten vid den Kammeckerska Malmgården i kvarteret Kulberget Mindre (nuvarande kvarteret Rådjuret). Engström hade, förutom malmgården, 1754 förvärvat betydande markområden i Tyskbagarbergen där han anlagt tobaksodlingar. Med inkomsterna från dessa finansierades ett sockerbruk.
Trots sitt otillgängliga läge uppe i Tyskbagarbergen, med närmaste införselhamn för rörsocker och bränsle nedanför Kronobageriet, gick verksamheten bra. År 1767 begärde man tillstånd att bygga ytterligare en våning, och med sina sex blev byggnaden vida synlig över hela Ladugårdslandet och Norrmalm.
Efter Egerströms död 1784 ärvdes resterande ägor av hans åtta barn. Två år senare gifte sig hans dotter Sophia Magdalena med Expeditionssekreteraren Fredrik Brandel, som sedan löste ut de övriga arvingarnam och blev ägare till malmgården, sockerbruket och kvarnen med mjölnarstugan. Brandel bedrev tillverkningen av socker bara under en kortare tid. Troligen redan 1785 flyttade han produktionen till Blasieholmen där det redan fanns flera raffinaderier. Om den
egentliga anledningen till flyttningen saknas tillförlitliga uppgifter. Fredrik Brandel var mycket intresserad av tobaksodling, förmodligen mer än av sockertillverkningen.
Huset, som av många ansåg som ett av Stockholms fulaste, kom sedan att användas som kolerasjukhus, utspisningslokal för Svea Artilleriregemente och lagerlokal för Operans kulisser. År 1903 såldes fastigheten till bankiren Axel Burman, som på platsen uppförde Hemgården vilket var Sveriges första kollektivhus.